# إكرفراون
إڭرفروان هي جماعة مغربية جبلية توجد وسط المملكة، وتنتمي، لقيادة أغمات، دائوة أيت أورير إقليم الحوز، جهة مراكش أسفي. تضم هذه القرية 12.454 نسمة (إحصاء 2004). ويتحدث جل سكانها باللغة الأمازيغية.

## تاريخ وجغرافية
تم إحداث جماعة إكرفروان سنة 1992، في إطار التقسيم الترابي الذي شهده المغرب، وهي تابعة لقيادة اغمات

## المؤسسات التعليمية
- مجموعة مدارس إڭرفروان
- وحدة إغيل
- مجموعة مدارس سبت إڭرفروان
- مدرسة الإمام مالك الخاصة للنعليم العتيق وتشرف عليها وزارة الأوقاف والشؤون الإسلامية وفقا للظهير الشريف رقم 1.16.38 لـ 17 جمادى الأولى 1437(26 فبراير 2016) والتي تحدد الاستراتيجية التربوية المتعلقة بالتعليم العتيق؛وإعداد وتنفيذ البرامج والمشاريع المتعلقة وبناء وتجهيز وتهيئة مؤسسات التعليم العتيق[5]؛

## معرض صور

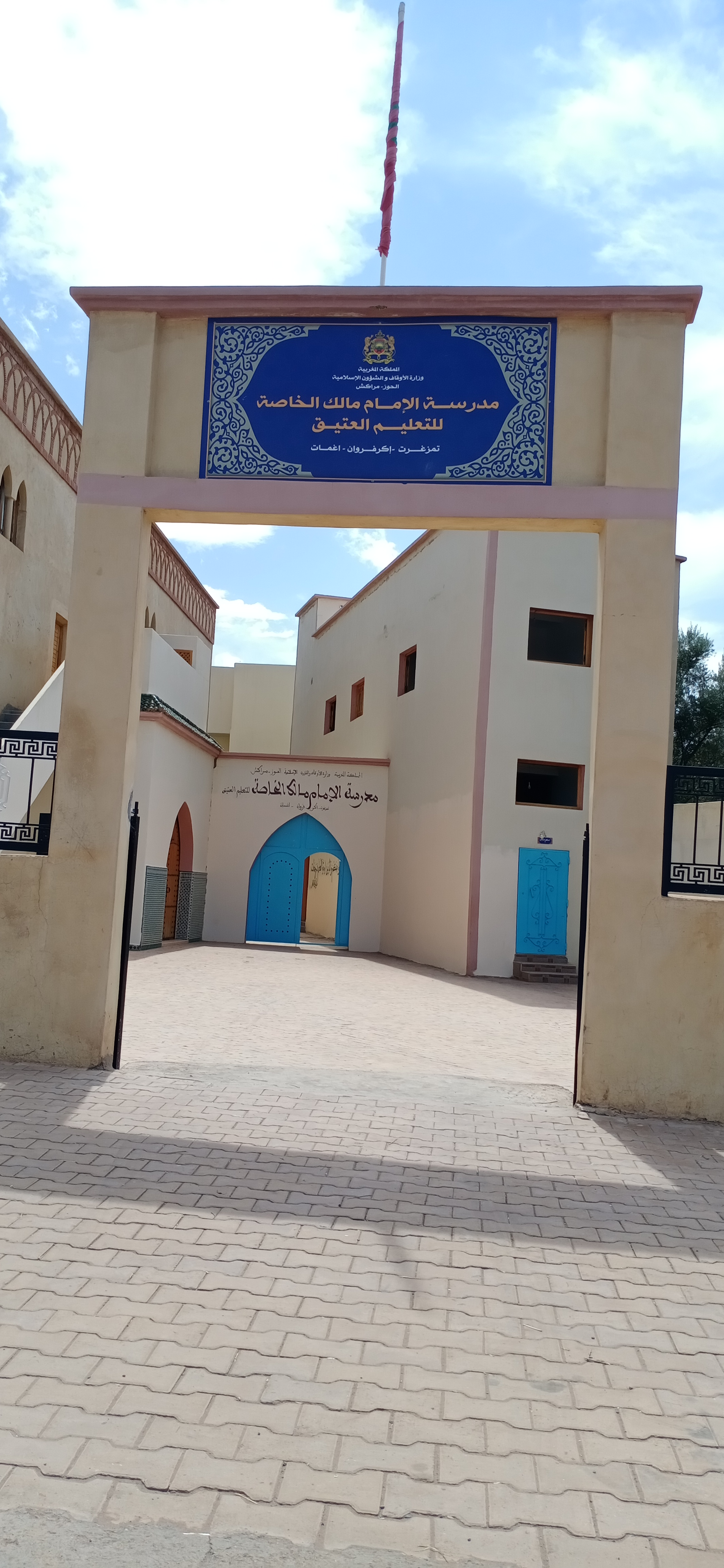
مدرسة الإمام مالك الخاصة للتعليم العتيق جماعة اكريفروان